# La Familia Michoacana
La Familia Michoacana (lett. "la famiglia di Michoacán"), o semplicemente La Familia, è un cartello della droga con base nello Stato messicano di Michoacán. Un tempo alleata con il cartello del Golfo come parte dei Los Zetas, si scisse nel 2006 per fondare una propria organizzazione.
I principali soci in affari del cartello sono José de Jesús Méndez Vargas, Servando Gómez Martínez e Dionicio Loya Plancarte, ciascuno dei quali è in stato di latitanza con una taglia di 2ml $.

## Storia
Si ritiene che La Familia si sia originata negli anni '80 come gruppo di vigilantes con lo scopo dichiarato di dare la caccia a criminali e spacciatori di droga per aiutare la grave situazione sociale nel Michoacán. Da allora, costruendosi un mito su questa reputazione, il potere nel frattempo acquisito la portò a diventare una vera e propria banda criminale.
Emerse come organizzazione criminale di primo piano negli anni '90 divenendo un braccio armato al servizio del cartello del Golfo per prendere il controllo del mercato della droga nel Michoacán in mano a bande rivali. Sotto l'egemone guida dei Los Zetas si formò l'addestramento militare del gruppo.
Nel 2006 dopo un'operazione antidroga che portò alla frammentazione del gruppo, ne seguì una scissione dei restanti membri dai Los Zetas, che divennero forti rivali insieme con il cartello di Beltrán Leyva. Il nuovo e giovane gruppo trovò un'alleanza di fiducia con il cartello di Sinaloa capeggiato da Joaquín Guzmán e col cartello di Tijuana della famiglia Arellano Felix. Questi forti legami  portarono il cartello a divenire uno dei più potenti e influenti dell'intero Messico.
Nel dicembre del 2010 viene ucciso dalla polizia il capo dell'organizzazione Nazario Moreno.

## Sfondo religioso
L'ex capo del cartello è Nazario Moreno González, detto El Mas Loco (let. "il più pazzo"), il quale considerava gli omicidi dei suoi nemici come una sorta di obbligo divino. Portava con sé sempre una "bibbia" nella quale sono appuntati i suoi ordini morali, ed è noto che abbia imposto ai membri del cartello di non fare uso di droghe, ma di venderla soltanto.
La Familia è a volte descritta come un'organizzazione quasi-religiosa dal momento che i suoi capi, Moreno González e Méndez Vargas, definiscono il proprio operato come "giustizia divina" e pare abbiano avuto (e hanno) legami con seguaci del movimento Nuova Gerusalemme anch'esso noto per le proprie argomentazioni sulla giustizia.